# Câmpuri
Câmpuri là một xã thuộc hạt Vrancea, România. Dân số thời điểm năm 2002 là 4022 người.